# ساموا في الألعاب الأولمبية الصيفية 2016
نافست ساموا في دورة الألعاب الأولمبية الصيفية 2016 في ريو دي جانيرو، البرازيل، من 05-21 أغسطس 2016. وكان هذا الظهور التاسع في البلاد على التوالي في دورة الألعاب الأولمبية الصيفية، على الرغم من أنها قد نافست سابقا في أربع دورات تحت اسم ساموا الغربية.